# Gnamptogenys sinensis
Gnamptogenys sinensis  (лат.) — вид примитивных тропических муравьёв рода Gnamptogenys из подсемейства Ectatomminae. Эндемик Китая.

## Распространение
Встречаются в Восточной Азии: Китай.

## Описание
Длина тела рабочих около 7 мм, основная окраска коричневая. От близких видов рода Gnamptogenys отличается крупными размерами и угловатой формой пронотума с плечевыми зубчиками. Стебелёк между грудкой и брюшком состоит из одного узловидного членика (петиоль). Голову и всё тело покрывают глубокие бороздки. Усики 12-члениковые. Глаза мелкого размера, выпуклые. Челюсти субтреугольные. Вид был впервые описан в 1987 году китайскими мирмекологами (Wu, Jian; Xiao, Gangrou; Китай).